# Nahitan Nández
Nahitan Nández, vollständiger Name Nahitan Michel Nández Acosta, (* 28. Dezember 1995 in Punta del Este oder Maldonado) ist ein uruguayischer Fußballspieler.

## Karriere

### Verein
Der nach Vereinsangaben 1,71 Meter, nach anderen Quellen 1,72 Meter große Mittelfeldakteur Nández schloss sich am 28. März 2013 der in der Cuarta División spielenden Mannschaft des Club Atlético Peñarol an. Seit der Clausura 2014 gehörte er dem Kader des Erstligateams an, bis er im Februar 2014 aufgrund einer Verletzungsmisere zum Training der Profis zitiert wurde. Am 1. März 2014 debütierte er beim 2:0-Sieg über den Danubio FC in der Primera División, als er in der 55. Spielminute für Antonio Pacheco eingewechselt wurde. In der restlichen Saison 2013/14 lief er insgesamt fünfmal in der höchsten uruguayischen Spielklasse auf, ein Tor schoss er nicht. In der Spielzeit 2014/15 wurde er zehnmal (kein Tor) in der Primera División und einmal (kein Tor) in der Copa Sudamericana 2014 eingesetzt. Es folgten in der Saison 2015/16 28 weitere Erstligaeinsätze (ein Tor) und fünf absolvierte Partien (kein Tor) in der Copa Libertadores 2016. Während der Spielzeit 2016 wurde er zwölfmal (kein Tor) in der Liga und einmal (kein Tor) in der Copa Sudamericana 2016 eingesetzt. In der Saison 2017 lief er 20-mal in der Liga auf und erzielte sieben Treffer.
Im Sommer 2017 wechselte Nández nach Argentinien zu den Boca Juniors für eine Ablösesumme von vier Millionen US-Dollar. Seitdem traf er in 16 Ligaspielen insgesamt viermal.
Im Sommer 2019 wurde er dann vom italienischen Club Cagliari Calcio verpflichtet. Die Ablösesumme betrug 18 Millionen Euro und das machte den Uruguayer zum teuersten Zugang in der Geschichte des sardischen Vereins.

### Nationalmannschaft
Nández ist seit März 2014 Mitglied der von Trainer Fabián Coito betreuten uruguayischen U-20-Nationalmannschaft. Beim 3:0-Sieg über Chile am 15. April 2014 feierte er sein Debüt und stand er in der Startelf. Des Weiteren bestritt er die Länderspiele am 20. Mai 2014 und 22. Mai 2014 jeweils gegen Paraguay sowie am 24. September 2014 gegen Peru.
Er nahm mit der U-20 an der U-20-Südamerikameisterschaft 2015 in Uruguay teil. Bis einschließlich 28. Mai 2015 kam er auf 24 U-20-Länderspiele und ein Tor. Sodann gehörte er dem Kreis der ausgewählten Spieler an, die Uruguay bei der U-20-Weltmeisterschaft 2015 in Neuseeland repräsentierten. Die „Celeste“ schied im Achtelfinale durch eine Niederlage im Elfmeterschießen gegen Brasilien aus.
Am 19. Mai 2015 wurde er von Trainer Fabián Coito in den vorläufigen Kader der U-22 für die Panamerikanischen Spiele 2015 in Toronto berufen. Dem endgültigen Aufgebot gehörte er allerdings nicht an.
Am 8. September 2015 debütierte er unter Óscar Tabárez bei der 0:1-Freundschaftsspielniederlage gegen die Nationalelf Costa Ricas in der A-Nationalmannschaft, als er in der 36. Spielminute für Álvaro González eingewechselt wurde. Insgesamt absolvierte er bislang 60 A-Länderspiele (kein Tor). Sein vorläufig letzter Einsatz datiert vom 13. Juli 2024.

## Erfolge
- Platz 3 bei der Copa América: 2024[15]